# Zone zéro
Zone zéro (titre original en langue allemande : Zone Null) est un roman de science-fiction de l'écrivain autrichien Herbert W. Franke paru en 1970.

## Édition française
- Herbert W. Franke, Zone zéro, traduit de l'allemand par Bernard Kreiss, Robert Laffont, coll. « Ailleurs et Demain », 1973

## Critiques
- Marianne Leconte, in Horizons du fantastique, no 25, 1973
- Lorris Murail, La Science-fiction, Larousse, coll. « Guide Totem », p. 149